# Vlag van Stad Delden

Gemeentevlag van Stad Delden
(1976-2001)

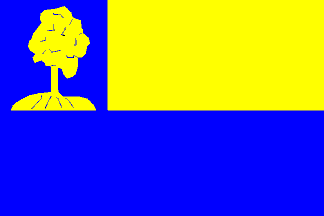
Gemeentevlag van Stad Delden
(?-1976)

De vlag van Stad Delden is op 26 april 1976 bij raadsbesluit vastgesteld als de gemeentelijke vlag van de Overijsselse gemeente Stad Delden. Op 1 januari 2001 ging de gemeente op in de gemeente Hof van Twente, waardoor de vlag als gemeentevlag kwam te vervallen.

## Beschrijving
De beschrijving luidt: 
De hoogte-lengteverhouding bedraagt 2:3; gekwartileerd van geel en blauw, met het snijpunt op 1/3 van de vlaglengte; de velden aan de broekzijde beladen met een gestileerde kroon met drie bladeren, respectievelijk een lindeboom staande op een terras, beide van het een in het ander.
De kleuren van de vlag zijn ontleend het gemeentewapen. De gemeente wilde aanvankelijk een reeds officieus gevoerde geel-blauwe vlag met uitsluitend een lindeboom in het kanton aannemen, maar de Stichting voor Banistiek en Heraldiek vond dat ontwerp niet onderscheidend genoeg voor de gemeente. Om deze reden is besloten om ook een stedenkroon op de vlag te plaatsen.

## Verwante symbolen

Wapen van Stad Delden

Ambt Delden 
· Avereest 
· Bathmen 
· Blokzijl 
· Brederwiede 
· Den Ham 
· Denekamp 
· Diepenheim 
· Diepenveen 
· Genemuiden 
· Goor 
· Gramsbergen 
· Hasselt 
· Heino 
· Holten 
· IJsselham 
· IJsselmuiden 
· Markelo 
· Nieuwleusen 
· Noordoostpolder 
· Olst 
· Ootmarsum 
· Rijssen 
· Stad Delden 
· Steenwijk 
· Steenwijkerwold 
· Urk 
· Vollenhove 
· Vriezenveen 
· Wanneperveen 
· Weerselo
· Wijhe 
· Zwartsluis 
· Zwollerkerspel